# Gottfried von St. Victor

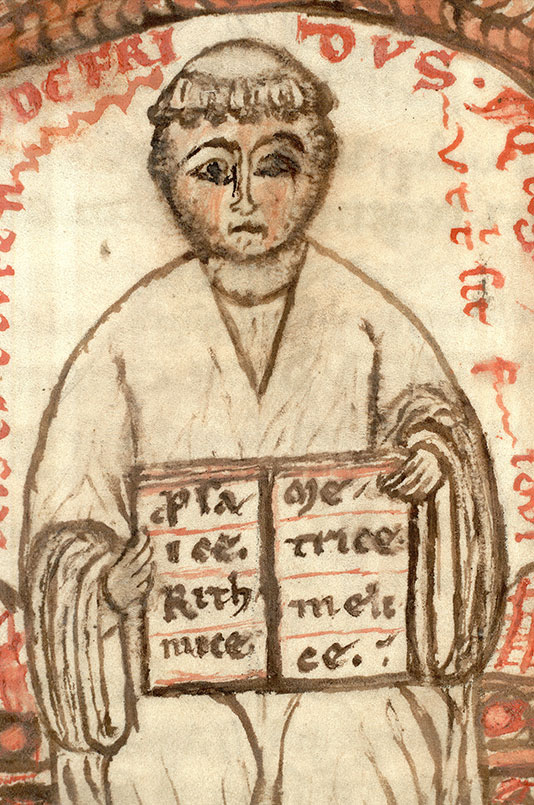
Selbstporträt am Anfang seiner Fons Philosophiae (ca. 1180). Im Buch die Worte „prosaice rithmice metrice melice“ („in Prosa, in Rhythmen, in Metren, in Melodien“)

Gottfried von St. Victor  (* ca. 1125; † ca. 1195) war ein französischer Augustiner-Chorherr, Philosoph und Theologe und eine der letzten bedeutenden Persönlichkeiten der Viktoriner. Er unterstützte das Studium der antiken Philosophie sowie den Viktoriner-Mystizismus von Hugo von St. Victor und Richard von St. Victor.
Er ist auch unter den alternativen Beinamen von Breteuil und von St. Barbara bekannt.
Er ist der Autor von zwei wichtigen Werken, Microcosmus und Fons Philosophiae, die beide in den 1170er Jahren verfasst wurden. Microcosmus ist in einer Autographie erhalten (BM ms. 1002, datiert auf ca. 1178–1180), einschließlich zweier Selbstporträts. Teile von Gottfrieds Werk sind in der Patrologia Latina herausgegeben, als Godefridus S. Victoris (Notitia et Fragmenta in Band 196), als Gaufridus bei Sanctam Barbaram in Neustria subprior canonicorum regularium (Epistolae in Band 205).

## Leben
Er hatte zunächst das Trivium an der Universität von Paris zwischen den Jahren 1144 und 1155 an der Schule auf dem Petit Pont studiert und gelehrt, die von Adam von Balsham gegründet wurde. Wie sein Freund Stephan von Tournai, dem er Fons Philosophiae widmete, könnte er auch Rechtswissenschaften in Bologna studiert haben. Er war Prior in Saint-Barbe-en-Auge und trat später in die Abtei St. Victor in Paris ein, eine Augustiner-Einrichtung von regulären Kanonikern. Als Produkt der weltlichen Schulen gilt Gottfried als jemand, der möglicherweise nach Unzufriedenheit mit der intellektuellen Kultur von Paris in St. Victor eingetreten ist.
Es wird vermutet, dass Gottfried irgendwann nach 1173 einem Priorat zugeteilt wurde – es wird angenommen, dass sein humanistischer Blick Walter von St. Victor missfallen haben könnte, der Richard von St. Victor als Prior nachfolgte. Er kehrte 1185 oder 1186 in die Abtei zurück und diente dort als Armarius, in welcher Funktion er für die Herstellung und Bewahrung der Manuskripte der Abtei verantwortlich war, insbesondere jener, die für die Liturgie verwendet wurden. Er blieb dort bis zu seinem Tod um 1194/6.

## Werke
- Fons Philosophiae (Quelle der Philosophie).
- Microcosmus (OCLC 931439)
- Preconium Augustini

Es existieren auch zweiunddreißig Predigten. Die meisten sind unveröffentlicht, aber zu den veröffentlichten Predigten gehören:
- Sermo in generali capitulo (Predigt bei einem Generalkapitel)
- Sermo de omnibus sanctis (Predigt für Allerheiligen)
- Sermo de omnibus sanctis et specialiter de Sancto Victore (Predigt für Allerheiligen und speziell für St. Victor)
- Anathomia Corporis Christi
- De Spirituale corpore Christi

### Microcosmus
Das zentrale Thema des „Microcosmus“ erinnert an die Erkenntnisse der klassischen Philosophie und der frühen Kirchenväter, nämlich dass der Mensch ein Mikrokosmos ist, der in sich die materiellen und spirituellen Elemente der Realität enthält. Microcosmus bietet einen der ersten Versuche eines mittelalterlichen scholastischen Philosophen, Geschichte und Wissen in eine umfassende, rationale Struktur zu systematisieren. Gottfried nutzte die Symbolik eines biblischen Rahmens, um die physischen, psychologischen und ethischen Aspekte des Menschen zu behandeln. Er bekräftigte die Einheit von Materie und Geist des Menschen sowie die grundsätzliche Güte seiner Natur, wobei er diesen Optimismus mit der Erkenntnis abmilderte, dass die menschliche Natur durch die Sünde geschwächt („zersplittert“) wurde, jedoch nicht in einem intrinsisch verdorbenen und irreparablen Ausmaß.
Im Microcosmus verglich Gottfried Sinnlichkeit, Vorstellungskraft, Vernunft und Intelligenz mit den entsprechenden vier klassischen Elementen: Erde, Wasser, Luft und Feuer. Er erkannte vier wesentliche Fähigkeiten im Menschen an: Empfindung, Vorstellungskraft, Vernunft und Intelligenz. Die analytische Vernunft des Menschen und seine Einsichtsfähigkeit finden ihre natürliche Erfüllung in der theoretischen Wissenschaft der Philosophie. Doch eine übernatürliche Erfüllung besteht seiner Meinung nach in der Liebe. Hierfür ist göttliches Eingreifen erforderlich, um dem Menschen die vervollkommnenden Gnaden oder Gaben von Erleuchtung, Affektivität und Standhaftigkeit zu verleihen.

### Fons philosophiæ
In seinem anderen bedeutenden Werk, dem Fons philosophiae (von ca. 1176; „Die Quelle der Philosophie“), schlug Gottfried in gereimter Versform eine Klassifizierung des Wissens vor und betrachtete die Kontroverse zwischen Realisten und Nominalisten (die behaupteten, dass Ideen nur Namen und keine realen Dinge seien) im Hinblick auf das Problem der universellen Konzepte. Fons philosophiae ist eine allegorische Darstellung der Quellen von Gottfrieds intellektueller Bildung (zum Beispiel Platon, Aristoteles und Boethius), symbolisiert als ein fließender Strom, aus dem er als Schüler Wasser schöpfte.
Eine weitere Abhandlung, die Anatomie des Leibes Christi, die an den „Fons Philosophiae“ angehängt ist, stellt ein führendes Beispiel für mittelalterliche christliche Symbolik dar. Ein langes Gedicht, das jedem Glied und Organ des Leibes Christi einige Aspekte von des Menschen natürlicher und übernatürlicher Bestimmung zuschreibt, sammelte Texte aus den frühen Kirchenvätern und trug zur Entwicklung der mittelalterlichen Hingabe an die Menschlichkeit Christi bei. Die Schriften von Gottfried haben Anerkennung als ein herausragendes Beispiel des Humanismus des 12. Jahrhunderts erst durch relativ neue Forschung gewonnen, obwohl ihre grundlegenden Konzepte über die positiven Werte des Menschen und der Natur nur in begrenztem Umfang von der hohen Scholastik des 13. Jahrhunderts anerkannt wurden.
Der Fons Philosophiae war ein didaktisches Gedicht, das dem Abt Stephan von St. Genevieve zu einem Zeitpunkt nach 1173 anlässlich seiner Ernennung zu dieser Position präsentiert wurde. Es war ursprünglich eine von drei Abhandlungen, die ein vereintes Korpus bildeten, wenn sie mit der Anatomie des Leibes Christi und dem Über den spirituellen Leib Christi kombiniert wurden. Alle drei wurden von Gottfried dem Abt als ein zusammenpassendes Set spiritueller Werke präsentiert. Das Gedicht beschreibt eine Erforschung der sieben freien Künste als eine allegorische Reise durch ein Flusssystem, in dem Schlucke aus verschiedenen Strömen unterschiedliche Bedeutungen vermitteln. Das Preconium Augustini ist ein Gedicht über Augustinus von Hippo mit ungefähr 500 Zeilen.

### Übersetzungen
- Hugh Feiss (Hrsg.), Über die Liebe: Eine Auswahl von Werken von Hugh, Adam, Achard, Richard und Godfrey von St. Victor. Brepols, Turnhout 2011 [beinhaltet Übersetzung von Teilen 203–227 von Godfrey von St. Victor, Microcosm]
- Franklin T. Harkins und Frans van Liere (Hrsg.): Interpretation der Schrift: Theorie. Eine Auswahl von Werken von Hugh, Andrew, Richard und Godfrey von St. Victor und von Robert von Melun. Brepols, Turnhout 2012 [beinhaltet Übersetzung von Godfrey von St. Victor, Die Quelle der Philosophie, von Hugh Feiss]
- Edward A. Synan: Godfrey von St. Victor: Die Quelle der Philosophie. Pontifical Institute of Medieval Studies, Toronto 1972.